# Kerstin Burgey
Kerstin Burgey (* 24. Juli 1989 in Ludwigshafen) ist eine ehemalige deutsche Fußballspielerin und heutige -trainerin.

## Karriere

### Spieler
Burgey startete ihre Karriere in der Jugend des Ludwigshafener SC, wo sie in der männlichen Jugend, u. a. in der D-Jugend mit dem späteren Fußballweltmeister André Schürrle spielte. Nach einer Zwischenstation beim TuS Niederkirchen wechselte sie 2007 zum Zweitligisten FF USV Jena, mit dem sie 2008 den Aufstieg in die Frauen-Bundesliga schaffte. Nachdem sie nur zu drei Bundesliga-Einsätzen gekommen war, wechselte sie im Sommer 2009 zur zweiten Mannschaft der TSG 1899 Hoffenheim. Nach zwei Spielzeiten in Hoffenheim ging sie im Sommer 2011 zum FSV Oggersheim. Am 1. Juni 2012 kehrte sie nach Niederkirchen zurück und schloss sich dem nun selbstständigen 1. FFC 08 Niederkirchen an. Dort beendete sie im Sommer 2016 mit nur 27 Jahren verletzungsbedingt ihre Karriere.

### Trainer
Seit ihrem Karriereende im Sommer 2016 gehört Burgey zum Trainerteam des 1. FFC 08 Niederkirchen und arbeitet als Co-Trainerin von Cheftrainer Niko Koutroubis.

## Sonstiges
Burgey arbeitet neben ihrer Fußballkarriere als Personal Trainer bei der Internationalen Fitness Akademie für Aus- und Weiterbildungen (IFAA).